# Xylocopa parviceps
Xylocopa parviceps är en biart som beskrevs av Morawitz 1895. Xylocopa parviceps ingår i släktet snickarbin, och familjen långtungebin. Inga underarter finns listade i Catalogue of Life.